# Batalla de Samarra
La Batalla de Samarra tuvo lugar en 2004 durante la Guerra de Irak en la ciudad de Samarra, en la Gobernación de Saladino en el centro de Irak. Comenzó después de que los insurgente invadieran la ciudad junto a Faluya y Ramadi. El 1 de octubre 5.000 tropas estadounidenses e iraquíes asaltaron Samarra después de 3 días de intensos combates. 

## Perdiendo el control
Durante el mes de septiembre, las negociaciones con los comandantes locales produjeron un ayuntamiento que gobernaría la ciudad. Sin embargo, los insurgentes pronto tomaron el control y el acuerdo se vino abajo. El gobierno de la ciudad fue infiltrado por insurgentes y la ciudad quedó bajo el control de la insurgencia iraquí. Los combatientes leales a los insurgentes, incluido Abu Musab al Zarqaui, deambulaban por las calles, confiscando cintas de casete de música, que fueron condenadas como haram. Los ataques contra las fuerzas estadounidenses e iraquíes en las cercanías de la ciudad aumentaron considerablemente. Los comandantes estadounidenses decidieron retomar la ciudad como precursora de la próxima batalla para retomar Faluya.

## Batalla
En la mañana del 1 de octubre, las fuerzas iraquíes se apoderaron de la Mezquita Al Askari dentro de la ciudad, capturando a 25 insurgentes y descubriendo escondites de armas. La Mezquita Al Askari es considerada como el tercer santuario más sagrado del Islam chiita y cualquier daño a la misma habría suscitado una controversia significativa. Otras tropas iraquíes pudieron controlar la Gran Mezquita de Samarra, un valioso sitio histórico y cultural.
Ese mismo día, las tropas estadounidenses pudieron controlar el puente principal sobre el río Tigris. Las fuerzas estadounidenses encontraron insurgentes que transportaban y descargaban armas usando lanchas rápidas y abrieron fuego, destruyendo los botes.
Las fuerzas estadounidenses e iraquíes fueron apoyadas por tanques, vehículos de combate blindados, un pelotón de artillería de cañón y fuerzas adicionales que apoyaron esta operación. Después de intensos combates callejeros, las fuerzas estadounidenses e iraquíes controlaron aproximadamente la mitad de la ciudad después del primer día de enfrentamientos. Un Reportero de CNN entró en la ciudad con tropas estadounidenses y cubrió la batalla en vivo. La lucha continuó durante dos días más antes de que la coalición estadounidense e iraquí halla controlado toda la ciudad.
Alrededor de 90 escondites de armas fueron capturados durante el curso de la operación.

## Consecuencias
Después de la batalla, las fuerzas estadounidenses comenzaron un programa para brindar seguridad, fortalecer las fuerzas policiales locales y gastaron decenas de millones de dólares en proyectos de obras públicas y hospitales. Estas iniciativas aportaron cierta seguridad a la ciudad, sin embargo, esto no impidió el bombardeo de la Mezquita Al Askari en febrero de 2006.